# Capilla del Cristo de la Alameda (Algeciras)
La capilla del Santo Cristo de la Alameda es un antiguo oratorio reconvertido en museo de la ciudad andaluza de Algeciras. El templo fue construido en 1776 por iniciativa del cura Domingo Pérez y gozó de gran devoción por la gente del mar hasta mediados del siglo XIX.
El edificio se encontraba por entonces en terrenos portuarios, junto al río de la Miel y en una de las calles más populares de la época, la Calle Alameda (actualmente denominada calle Cayetano del Toro). Esta situación hizo que principalmente los marineros aunque también en gran medida el resto de ciudadanos de la ciudad acudieran a ella y realizaran donativos que permitieran su mantenimiento. 
En la capilla se veneraban las imágenes del Santo Cristo de la Piedad, de la Virgen de los Dolores y San Juan Evangelista, en sus paredes se colocaban diversos tipos de amuletos y exvotos que representaban o bien zonas del cuerpo que se deseaban curar o escenas de naufragios que se pretendían evitar.

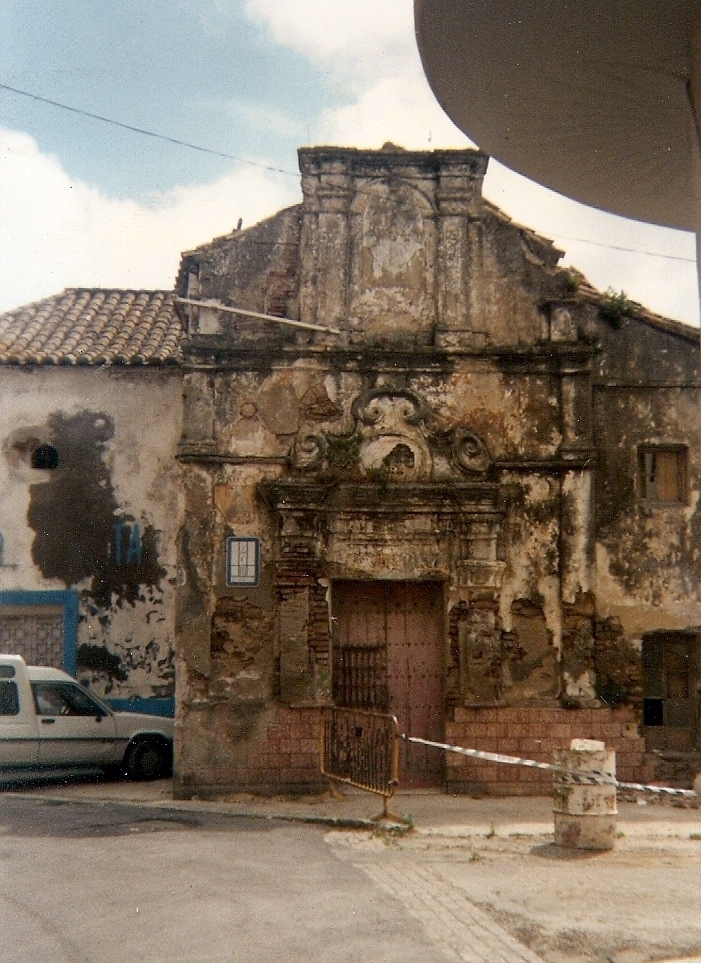
La Capilla en 1998, antes de su restauración, convertida en taller mecánico

En el siglo XVIII cobra especial importancia cuando los marineros, soldados y mandos del ejército español durante el Gran asedio a Gibraltar iban a la capilla para sus rezos diarios, así se constata la presencia pinturas representando el ataque de la lanchas cañoneras españolas y de las baterías flotantes. Tras el Gran Asedio a Gibraltar el templo cierra al culto diario y sus enseres son trasladados a la Capilla de San Antón situada en las cercanías abriendo al público únicamente los Jueves Santos.
En mayo de 1931 fue, como el resto de los edificios del culto católico de la ciudad, asaltada e incendiada. Su interior quedó completamente arrasado. En los años siguientes a su asalto fue convertida en almacén de vino y en la década de 1980 en taller de reparación de automóviles. A finales de los años noventa el Ayuntamiento de la ciudad la recupera y tras una profunda restauración la convierte en sede de la sección de Arte sacro del museo municipal siendo inaugurada en el año 2002.
En el momento de su construcción la capilla constaba de una única nave y una pequeña sacristía adosada a ella. Fue remodelada en 1806 con un almacén y varias viviendas en su parte posterior. Actualmente tras su restauración posee una nave principal con crucero y dos pequeñas naves laterales. Su fachada de estilo barroco popular con dos cuerpos alberga la única puerta del edificio enmarcada por pilastras que sostienen una cornisa con molduras. Sobre ella se encuentra una espadaña con vano hoy ciego pero que en sus primeros años tuvo una campana.